# PA-275
A  PA-275 é uma rodovia brasileira do estado do Pará. Essa estrada intercepta as rodovias PA-160 e BR-155.
Está localizada na região Carajás do estado, atendendo aos municípios de Eldorado do Carajás, Curionópolis e Parauapebas. É um tronco viário vital para o estado, pois permite o acesso às principais regiões mineradoras do mesmo. A rodovia é pavimentada em toda a sua extensão.

## História
A estrada foi aberta na década de 1970 como via de acesso entre a cidade de Marabá e os depósitos minerais da Serra dos Carajás. Recebeu o nome inicial de "Estrada de Carajás".

## Percurso
A partir do Marco Zero em Eldorado do Carajás (PA), algumas das localidades e acessos às margens ou próximas à PA-275 são as seguintes:
- Km 0 - Interseção com a BR-155 - Ponto extremo Leste.
  - Acesso à Marabá e à Sapucaia.
- Km 02 - Área urbana de Eldorado do Carajás
- Km 04 - Interseção com a Vicinal 17 de abril.
  - Acesso ao distrito de 17 de abril.

A partir da área geográfica de Curionópolis temos:
- Km 16 - Vila Guarita da Serra - Interseção com a Vicinal Serra Grande Sereno.
  - Acesso ao distrito de Serra Pelada.
- Km 30 - Área urbana de Curionópolis.
- Km 43 - Balneário Rio Jordão.
- Km 46 - Acampamento MST Frei Henri des Roziers.

Na área de territorial de Parauapebas vemos:
- Km 62 - Área urbana de Parauapebas.
- Km 63 - Interseção com a PA-160.
  - Acesso à Canaã dos Carajás e ao distrito de Palmares.
- Km 84 - Aeroporto de Parauapebas.
- Km 94 - Vila Permanente de Carajás.
- Km 106 - Portaria N5-Carajás - Ponto extremo Oeste.